# NGC 2738
NGC 2738 је спирална галаксија у сазвежђу Рак која се налази на NGC листи објеката дубоког неба.
Деклинација објекта је + 21° 58' 6" а ректасцензија 9h 4m 0,5s. Привидна величина (магнитуда) објекта NGC 2738 износи 13,2 а фотографска магнитуда 13,9. NGC 2738 је још познат и под ознакама UGC 4752, MCG 4-22-6, CGCG 121-10, VV 481, IRAS 09011+2210, PGC 25454.